# Shaker K. Tahrer
Shaker Khalil Tahrer, född 1 januari 1959 i Irak, är en svensk filmregissör och manusförfattare. Han är utbildad vid Filmakademin i Göteborg.

## Långfilm
Efter att ha turnerat i filmfestivalerna i Montreal, São Paulo och Bengaluru under 2011 hade Tahrers långfilm Jävla pojkar premiär på svenska biografer under 2012.

## Kortfilmer
Tahrer har skrivit, regisserat och producerat kortfilmerna "Fotbollsspelare vid midnatt" med Tomas von Brömssen och Anders Ekborg som återkommande visats under jul i SVT och Min pappa gråter inte" med Johan Gry och Åsa Gustafsson.

## Mobila filmskolan
Shaker K. Tahrer var en av initiativtagarna till kulturprojektet "Mobila filmskolan" som startades av Bergsjöns Kultur- och mediaverkstad 2006. Projektet syftade till att ge ungdomar från olika kommuner och stadsdelar möjligheter att lära om och skapa film tillsammans.

## Utmärkelser
Med motiveringen att ha arbetat för att öka ungdomars medvetenhet om kultur och nyansera bilden av förorten blev Shaker K. Tahrer den förste att tilldelas Bergsjöns kulturpris 2008.
År 2005 tilldelades han Västra Götalandsregionens kulturstipendium med motiveringen "att med films hjälp gett unga människor ett språk som fått dem att växa".